# Tirgo
Tirgo település Spanyolországban, La Rioja autonóm közösségben. Tirgo Baños de Rioja, Cuzcurrita de Río Tirón, Casalarreina, Zarratón és Castañares de Rioja községekkel határos. Lakosainak száma 171 fő (2024).

## Népesség
A település népessége az elmúlt években az alábbi módon változott:
| Lakosok száma | 247  | 260  | 259  | 244  | 229  | 215  | 194  | 180  | 178  | 171  |
|               | 2001 | 2004 | 2007 | 2009 | 2012 | 2014 | 2017 | 2019 | 2022 | 2024 |